# Heinrich Johann Freyse
Heinrich Johann Freyse (* 4. Februar 1809 in Essen; † 4. Oktober 1850 in Krefeld) war ein deutscher Architekt und Baubeamter.

## Leben
Heinrich Johann Freyse war seit dem 23. Mai 1841 verheiratet mit Christiane Leopoldine Nefe. Seine Söhne waren Heinrich Georg (* 24. Juni 1841) und August (* 8. September 1844).
Der Sohn des Essener Stadtbaumeisters Heinrich Theodor Freyse (1774–1851) und seiner Frau Catharina Bleckmann besuchte das Königliche Gymnasium in Essen bis zum Spätherbst 1825. Sowohl er als auch sein sechs Jahre jüngerer Bruder Carl Wilhelm Theodor ergriffen auf Wunsch des Vaters den Beruf des Architekten.
Daher widmete sich Johann nach der Schule den „theoretischen Wissenschaften der Architectur sowie der praktischen Erlernung einiger Bauhandwerke, namentlich der Maurer-, Zimmer-, und Tischlerarbeit“. Sein erster Entwurf für ein Wohnhaus entstand bereits 1827, zu der Zeit allerdings noch unter Aufsicht seines Vaters. Es war ein Haus mit Nebengebäuden für den Essener Bürgermeister Heinrich Arnold Huyssen. Arbeiten für die Werft Jacobi, Haniel & Huyssen folgten. Er plante dabei unter anderem den Innenausbau luxuriös gestalteter Schiffe. Seine Arbeit auf der Werft musste er 1832 abbrechen um den einjährigen Militärdienst zu leisten. Danach arbeitete er an Haus Vorst in Leichlingen (Rheinland) und an dem Schloss in Drensteinfurt. Anschließend war er für das Architekturbüro von Adolph von Vagedes tätig.
Im September 1836 ging er auf eine große Bildungsreise u. a. durch Belgien und die Niederlande und reiste anschließend nach Berlin. Dort legte er im März 1837 als erster Kandidat vor der Königlich Preußischen Oberbaudeputation unter Ernst Friedrich Zwirner die Landbaumeisterprüfung „als gehörig qualificiert“ ab.
Damit hatte Freyse die Berechtigung inne, auch als privater Baumeister bei öffentlichen Gebäuden die Planung und die Bauleitung zu übernehmen. Er bewarb sich um die Stelle eines Stadtbaumeisters in Elberfeld, die aber mit dem Baukondukteur Hense besetzt wurde.
Durch seine Arbeiten im Büro des Adolf von Vagedes müsste Freyse auch von Krefeld gehört haben, denn Vagedes hatte ja die Stadterweiterung von 1819 mit den vier Wällen geplant. Ob dies aber ausschlaggebend für seine Entscheidung war sich in Krefeld niederzulassen, ist nicht bekannt.
Im Fremdenverzeichnis des „Intelligenzblatt“ vom 15. März 1838 ist Freyse erstmals in Krefeld erwähnt. Am 30. März und am 1. April verkündete er seine Niederlassung als Architekt durch Anzeigen in dieser Zeitung. Sein Büro befand sich auf der Alleestraße, dem heutigen Ostwall.
Freyse war sich seiner Stellung als staatlich geprüfter Privatbaumeister sehr bewusst. Er war der Erste, der zu dieser Prüfung zugelassen wurde und er hatte sie bei dem berühmten Karl Friedrich Schinkel bestanden. Daraus entstand eine extrem selbstbewusste Haltung, die sein ganzes Berufsleben prägte. Besonders zeigt sich diese „Überlegenheit“ in seinen Umgang mit Konkurrenten.
Dies drückt sich auch darin aus, dass er dagegen anging, dass Bauhandwerker, wie Maurer und Zimmerer, damals auch Planungsaufgaben übernahmen. Er richtete zusammen mit seinen Kollegen Jürges und Heyden ein Gesuch an den Landrat Melsbach zur „Abschaffung des Unfugs und der Missbräuche in Sachen des Bauwesens, und um Handhabung der betreffenden Gesetze, wie in den Städten Düsseldorf, Köln, Elberfeld und Barmen“. Dieser Eingabe an den Landrat wurde entsprochen. Am 12. Februar 1841 ließ Krefelds Bürgermeister Leysner öffentlich verkünden, dass nur geprüften Bauhandwerkern die Ausführung von Bauten erlaubt sei.
Seine beiden Kollegen sollten später feststellen, dass Freyse keine Hemmungen hatte, seine Ausbildung und Qualifikation auch gegen sie ins Feld zu tragen, um sich ihnen gegenüber bei Planungen durchzusetzen. Taktisch geschickt gelang es Freyse sich sozusagen ein Monopol auf die Planung und Ausführung öffentliche Bauten sichern.
Es verwundert daher auch nicht, dass er sich auch um die prestigeträchtige Stellung des Stadtbaumeisters bemühte. Dieses Amt hinderte ihn aber nicht daran, auch weiterhin privat als Architekt tätig zu sein. Er übernahm wohl alle Aufträge, die er bekommen konnte, wodurch er aber zunehmend durch Arbeitsüberlastung in Schwierigkeiten geriet.
Am 4. März 1843 erschien der „Baumeister“ Freyse zum ersten Mal als Mitglied der Baukommission. Ab dem 24. Juli 1843 trug er den Titel „Stadtbaumeister“. 
Freyse hatte nur eine kurze Schaffensperiode als Stadtbaumeister. Er verstarb am 2. Oktober 1850 an einem Leberleiden. Bereits 1846 hatte er bei der Bezirksregierung Düsseldorf für seine Arbeiten um eine Fristverlängerung bitten müssen und als Grund dafür angegeben, dass seit längerer Zeit seine Gesundheit zerrüttet sei. In der Folgezeit verstrichen Fälligkeitstermine und es wurden ihm Ordnungsstrafen von seinen Auftraggebern angedroht. Es scheint, dass Freyse in seinen letzten Lebensjahren kaum noch zu neuen Projekten herangezogen wurde, und dass er wohl schon Probleme hatte, vor allem die großen Kirchenbauprojekte umzusetzen.
Betrachtet man seine Arbeiten, dann fällt auf, dass er sich zweier Baustile bediente. Seine Profangebäude sind alle im klassizistischen Stil erbaut. Die öffentlichen Gebäude erscheinen dabei aber schlichter als die Wohnhäuser. Das verwundert allerdings nicht, wenn man bedenkt, dass bei den öffentlichen Gebäuden die finanziellen Mittel eher bescheiden waren, während er die Wohnhäuser für durchaus wohlhabende Bürger baute.
Bei den Kirchengebäuden verwendete er dagegen ausschließlich den neugotischen Stil, aber in einer modernen Ausprägung, die sich erst Jahre später bei den Arbeiten zur Vollendung des Kölner Doms allgemein durchsetzte. Bemerkenswert ist vor allem die sehr frühe Verwendung dieses Stils bei der evangelischen Alten Kirche in Krefeld. Ihre Planung erfolgte 1839. Das Eisenacher Regulativ legte die Neugotik aber erst 1861 als verbindlichen Baustil für protestantische Kirchen fest.

## Kirchenbauprojekte in Krefeld
Alte Kirche (evangelisch)
Neubau des Kirchenschiffs unter Beibehaltung des gotischen Turms
- 1839 Planung
- 11. März 1840 Genehmigung der Baupläne
- 28. April 1842 Einweihung

Dionysiuskirche (katholisch)
Bauleitung der Erweiterung des Kirchenschiffs nach der Planung von Zwirner
- 21. Oktober 1840 Grundsteinlegung für den Erweiterungsbau
- 7. Dezember 1843 Einweihung

Mennonitenkirche
Umbau und Erweiterung der bestehenden Kirche
- 1841 Planung
- Nach Ostern 1843 Beginn der Umbauarbeiten
- 20. Dezember 1843 Einweihung

Synagoge
Planung des Neubaus der Krefelder Synagoge an der Peterstraße
- 3. April 1846 prinzipielle Genehmigung des Neubaus durch die Regierung Düsseldorf
- Bauausführung: Jürges, Krefeld
- 1851 Grundsteinlegung
- 17. Juni 1853 Einweihung

## Kirchenbauprojekte außerhalb von Krefeld
St. Stephanus in Lank
- 1841/1844 Bauleitung beim Neubau, Planung von Johann Baptist Cremers

St. Benedictus in Düsseldorf-Heerdt
- Planung 1842/1843 als Neubau, teilweiser Innenausbau 1843/1847

St. Nikolaus in Osterath
- Planung eines Neubaus 1843/1845, nicht ausgeführt

St. Nikolaus in Orsoy
- Planung 1843/1844, Bau 1846/1850

St. Petrus in Rosellen bei Neuss
- Planung 1844, Neubau des Langhauses 1845/1847

St. Maximilianus in Ruhrort
- Bauleitung 1845/1847 beim Neubau nach einer Vorlage der Oberbaudeputation von 1844

St. Gereon in Monheim
- Restaurierung und Erweiterung, Planung 1845, bei den Bauarbeiten aber nicht eingehalten

St. Hubertus in St. Hubert / Kempen
- Neubau des Langhauses nach einem Entwurf von Lüdke mit eventueller Beteiligung Freyses, Bauleitung 1846/1850

St. Michael in Dormagen
- Neubauplanung 1846, nicht umgesetzt

## Kommunale Gebäude
Katholische Volksschule am Nordwall in Krefeld
- 5. August 1839 Planung
- September 1839 Baubeginn
- Oktober 1840 Fertigstellung

Katholische Volksschule an der Niederkasseler Straße 36 in Düsseldorf-Niederkassel
- 1843 Planung
- 1844/1845 Bauausführung

Katholische Volksschule an der Inrather Straße in Krefeld
- 1844 Planung
- 1846 Fertigstellung

Städtisches Krankenhaus Krefeld
- 1843/1844 Planung
- 29. April 1845 Grundsteinlegung
- April 1848 Aufnahme der ersten Patienten

## Privathäuser in Krefeld
- Ostwall 246, Neubau, Genehmigung 13. März 1839
- Nordwall 49, Neubau, Genehmigung 14. April 1840
- Ostwall 209–211, Neubau, Genehmigung 14. April 1840 (Freyses eigenes Wohnhaus)
- Ostwall 177, Neubau, Genehmigung 18. Juni 1841
- Friedrichstraße 22, Umbau der Fassade, Genehmigung 16. September 1842
- Nordwall 29–33, Neubau, Genehmigung 11. Juni 1841
- Moerser Straße 18, Neubau, Genehmigung 13. März 1839
- Königstraße 103, Umbau, Genehmigung 13. März 1839
- Ostwall 152, Neubau, Genehmigung 22. September 1841
- Ostwall 271–273, Neubau, Genehmigung 11. Juni 1841
- Ostwall 235, Zuschreibung auf Grund stilistischer Merkmale
- Ostwall 47, Zuschreibung auf Grund stilistischer Merkmale

## Andere Aufträge außerhalb Krefeld
- Häuser Huyssen, Essen, 1827 ausgeführt
- Haus Schell, Düsseldorf, 1828/1829 ausgeführt
- Schloss Horst, Recklinghausen, 1829 Wiederherstellung (fraglich)
- Beckerscher Saal, Düsseldorf, Innenausbau, zwischen 1829 und 1831 ausgeführt
- Königliches Magazin, Düsseldorf, zwischen 1829 und 1831 ausgeführt
- Dampfer „Stadt Koblenz“, Innenausbau, 1830/1831 ausgeführt
- Herrenhaus Schloss Vorst, Leichlingen, 1833/1834 ausgeführt
- Schloss Steinfurt, Drensteinfurt, Um- und Neubau, 1834 ausgeführt